# Связанное ударение
Свя́занное ударе́ние (англ. fixed stress, bound accent; также постоянное ударение, фиксированное ударение в широком смысле) — разновидность ударения с определённым местоположением ударного слога, которое обусловлено фонологической структурой словоформы или акцентной группы. Противопоставляется свободному (разноместному) ударению. Включает два подтипа — собственно фиксированное ударение в узком смысле и ограниченное ударение. Первый подтип характеризуется единственным постоянным местом ударного слога, второй подтип выделяется по определённой зоне локализации места ударного слога. Часто связанное ударение называют термином «фиксированное ударение», имея в виду широкое его понимание.

## Фиксированное ударение
Собственно фиксированное ударение определяется только по одному признаку — по местоположению ударного гласного относительно края словоформы.
В зависимости от того, с какой стороны словоформы отсчитывается ударение — с левой (начальной) или с правой (финальной), его разделяют на две категории — начальное ударение и конечное ударение:
- начальное ударение:
  - инициальное (на первый слог в слове);
- конечное ударение:
  - пропарокситоническое (антепенультимативное) (на третий слог от конца слова);
  - парокситоническое (пенультимативное) (на второй слог от конца слова);
  - окситоническое (ультимативное) (на последний слог в слове).

Помимо инициального типа ударения во Всемирном атласе языковых структур отмечены также 16 языков, имеющих постоянное ударение на второй слог от начала слова и один язык виннебаго с ударением на третий слог от начала слова, которые могут быть рассмотрены как разновидности начального ударения.
Нередко в языках с фиксированным ударением встречаются исключения лексического или даже грамматического характера, но при этом почти всегда ударение в словах-исключениях отсчитывается от того же края слова, что и ударение во всех прочих словах.
Местоположение фиксированного ударения может быть непериферийным по отношению к центру слова (ударение на третий слог от начала слова и пропарокситоническое ударение) и периферийным (все остальные типы ударений). В пределах начального или конечного участка (края) словоформы ударение может характеризоваться как ударение левой или правой части края слова. Например, пропарокситоническое и парокситоническое ударения являются ударениями левой части конечного края, а окситоническое — ударением правой части.
Из 502 языков, рассматриваемых во Всемирном атласе языковых структур, фиксированное ударение имеют 282 языка. Наиболее распространёнными типами являются парокситоническое (110 языков), инициальное (92 языка) и окситоническое (51 язык). Эти языки представлены на всех континентах. В Европе наряду со свободным широко представлено (преимущественно в Северной Европе) инициальное ударение. Также широко встречается инициальное ударение в Австралии. Оно доминирует во всех частях материка, исключая Северную Австралию, в которой немалая часть языков характеризуется парокситоническим ударением (в основном языки семей, не входящих в семью пама-нюнга). Парокситоническое ударение характерно также для многих австронезийских языков. Широко распространено фиксированное ударение в индейских языках Южной Америки, в которых преобладают языки с конечным ударением (отсчитываемым от правого края словоформы).

## Ограниченное ударение
К ограниченному подтипу ударения относят такие акцентные системы, место ударения в которых может варьировать в строго определённых границах. Например, языками с ограниченным ударением являются так называемые моросчитающие языки, в которых место ударного слога определяется по количеству слога при счёте порядка слогов. Подобная разновидность ударения реализуется в латинском языке.